# Miriam González Durántez
Miriam González Durántez (Olmedo, Valladolid, 31 de mayo de 1968) es una abogada española especialista en derecho de la Unión Europea, y reside en Palo Alto, California. Desde 2019 trabaja en la firma internacional de abogados Cohen Gresser dejando atrás Dechert LLP, firma en la que era socia y donde trabajó en Londres. Desde 2013 impulsa el proyecto Inspiring Girls, una organización que tiene como objetivo trabajar para ofrecer a las niñas otros modelos profesionales enfrentándose a los estereotipos de género.
Ha sido miembro del consejo de administración de Acciona (2010-2014) y de UBS España. En 2016 fue directora no ejecutiva en Londres de la sociedad suiza de servicios financieros UBS y desde 2018 es vicepresidenta de UBS Europa. Es también colaboradora habitual en diversos medios de comunicación británicos como The Guardian y Financial Times, y de españoles como El Confidencial y Espejo Público de Antena3. Su nombre fue especialmente conocido después de que su marido, el político británico social liberal Nick Clegg asumiera el cargo de vice primer ministro en el Reino Unido (2010-2015).

## Trayectoria
Nació en la localidad vallisoletana de Olmedo. Sus padres, José Antonio González Caviedes y Mercedes Durántez de Prado eran profesores. Su padre además fue alcalde de Olmedo -el primer alcalde de la democracia- y senador por el Partido Popular de 1989 hasta su muerte en 1996.
Se licenció en derecho en la Universidad de Valladolid y realizó la especialidad de Derecho Comunitario en Brujas (Bélgica) donde conoció al que sería luego su marido, el político británico Nick Clegg con quien se casó en el año 2000. La pareja residió durante años en Bruselas hasta trasladar su residencia a Londres. 
Tras diversos trabajos como asesora en derecho comercial, relaciones económicas y Oriente Medio tanto para la Unión Europea como para el Gobierno británico, entró a formar parte como socia de la firma de abogados Dechert. 
De junio de 2010 a julio de 2014 ha formado parte del Consejo de Administración de Acciona. 
En 2010 Gónzález Durántez fue especialmente conocida cuando su marido Nick Clegg asumió la vicepresidencia del Reino Unido en 2010. Ella decidió mantenerse en un segundo plano y continuar con su trabajo, siendo objetivo de críticas de los medios de comunicación conservadores al romper el prototipo de "esposa de político" en Gran Bretaña. En 2013 en una entrevista en el periódico The Telegraph lamentaba las etiquetas  “absurdas y exigentes” con las que se encasilla a las mujeres: “Si no tenemos hijos, se asume que estamos frustradas. Si cuidamos de nuestros niños en casa dicen que no trabajamos. Si tenemos un empleo se nos retrata como madres a tiempo parcial e incluso como malas madres” ha opinado. “Si logramos el éxito profesional, intimidamos; si seguimos la moda somos superficiales; si nos interesa la ciencia somos empollonas, si leemos revistas femeninas somos frívolas y si defendemos nuestros derechos, inflexibles”.
Desde 2013 es presidenta honoraria de Canning House en Londres.
Es colaboradora habitual tanto en la prensa inglesa como en medios de comunicación españoles, entre ellos Espejo Público en la temporada 2016-2017 no solo sobre temas políticos sino también referidas a asuntos como el Brexit o el comercio internacional.
En 2016 publicó el libro Made in Spain (Made in Spain. Recetas e historias de mi país y más allá), un libro de cocina e historias sobre España con toques sobre autobiografía. El libro surgió del blog mumandsons.com, escrito durante cuatro años con sus tres hijos, Antonio de 14 años, Alberto de 12, y Miguel de 7.
En 2018 recibió en su III edición el Premio Woman.

## Inspiring Girls
González Durántez preside la organización Inspiring Girls International que tiene por objetivo conectar a las niñas con mujeres profesionales que les ayuden a ver otros modelos lejos de los estereotipos de género que todavía están muy presente en el imaginario y mostrarles la gran cantidad de oportunidades, profesiones y modelos de vida que están a su alcance, siempre que se fijen metas altas y se esfuercen en conseguirlas. "Cada chica, cada mujer, debe sentirse libre para soñar y volar alto y elegir lo que quiera hacer en la vida. Creo que las mujeres y los hombres son iguales y que el único límite a los sueños de las niñas debe ser la medida de sus propios esfuerzos." explica en la presentación del proyecto.  Es la continuación de la campaña que inició en 2013 en Reino Unido  "Inspiring Women". 
Se pide a las mujeres que dediquen una hora de su tiempo al año para explicar en un colegio donde han llegado y que han necesitado. El proyecto se ha iniciado también en Serbia, Italia y en diciembre de 2016 se presentó en España.

## Vida personal
En el año 2000 se casó en Olmedo (Valladolid) con el político social liberal británico Nick Clegg, exvice primer ministro del Reino Unido (2010-2015). con quien tiene tres hijos: Antonio, Alberto y Miguel. Se conocieron cuando ambos estudiaban en el Colegio de Europa en Bélgica. Gónzález mantiene la nacionalidad española, por lo que no puede votar en las elecciones británicas. También decidió mantener su nombre de soltera tras la boda. Mantuvieron su residencia en Londres hasta 2018 cuando Clegg que perdió su escaño de Sheffield Hallam al norte de Inglaterra que había representado durante 13 años se incorporó al puesto de jefe de comunicación de Facebook y la familia le siguió hasta Palo Alto, California.